# جيانز

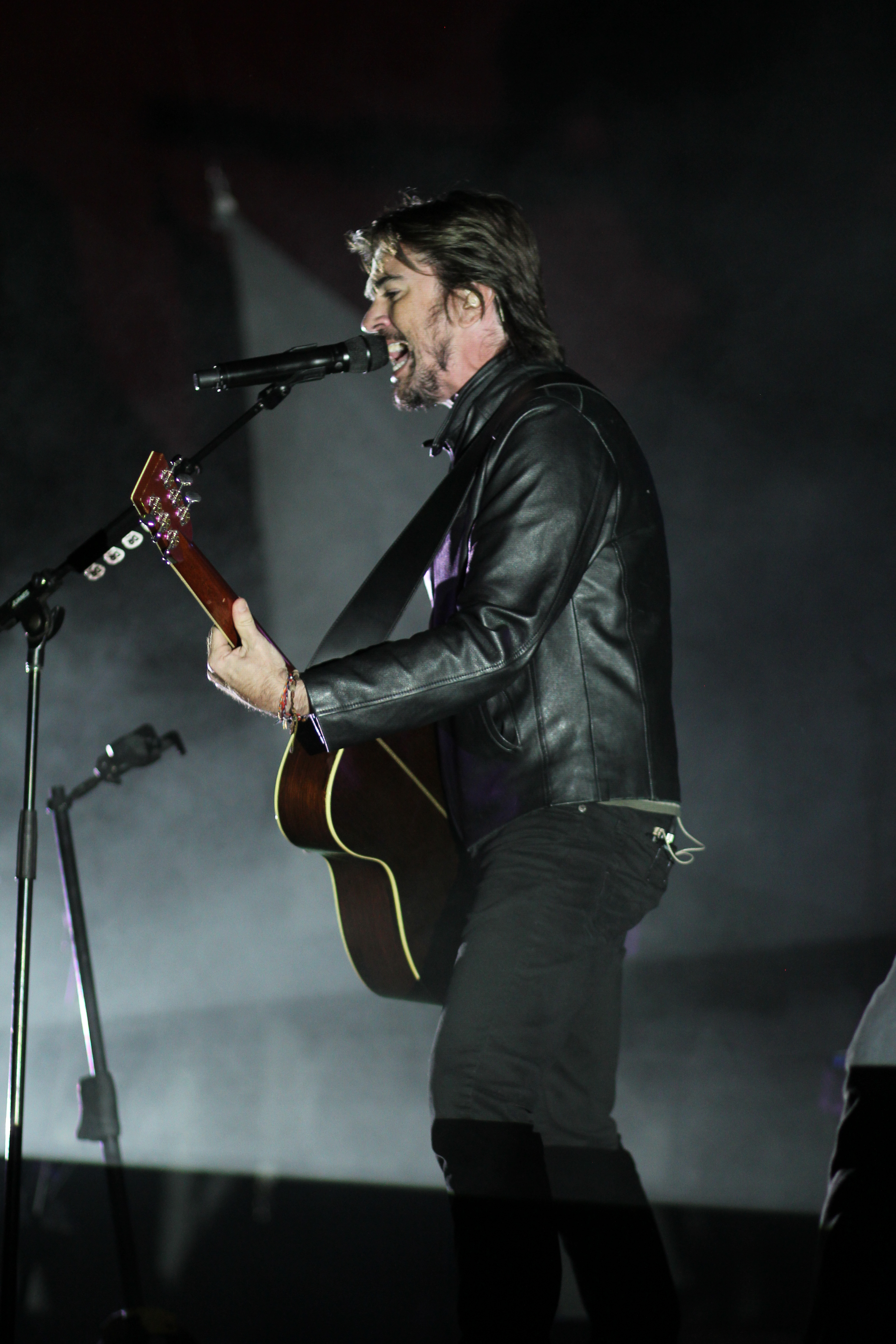

جيانز (بالإسبانية: Juanes) مغني كولومبي وهو واحد من مغنيين موسيقى البوب اللاتينية والروك. والده من اصل باسكي بينما والدته من اصل إسباني ويعتبر واحدا من المطربين اللاتينين الأكثر نجاحا في العالم.

## وصلات خارجية
- جيانز على موقع IMDb (الإنجليزية)
- جيانز على موقع الموسوعة البريطانية (الإنجليزية)
- جيانز على موقع ميوزك برينز (الإنجليزية)
- جيانز على موقع أول ميوزيك (الإنجليزية)
- جيانز على موقع ديسكوغز (الإنجليزية)
- جيانز على موقع قاعدة بيانات الفيلم (الإنجليزية)
- Página oficial de Juanes
- Perfil oficial de Juanes en Twitter
- Su fundación contra las minas antipersona
- Noticias de Juanes (Terra)
- Perfil en DeBandas de Juanes
- Juanes Bio
- Letras de sus temas
- Acordes y partituras para guitarra de Juanes
- Web de noticias de Juanes